# Oskar Detering
 Heinrich Oskar Detering, Rufname auch in der Schreibweise Oscar (* 25. Mai 1872 in Barmen, Rheinprovinz; † 6. April 1943 in Düsseldorf), war ein deutscher Maler der Düsseldorfer Schule. Er schuf Porträts, Historien-, Landschafts-, Marine-, Tier-, Genre- und Industriebilder und war auch im Bereich der Druckgrafik tätig.

## Leben
In den Jahren 1892 bis 1894 studierte Detering Malerei an der Kunstakademie Düsseldorf. Dort war er Schüler von Heinrich Lauenstein. Er ließ sich in Düsseldorf nieder, wo er Mitglied und zeitweise Vorstand des Künstlervereins Malkasten war. Detering trat insbesondere durch Industriemalerei hervor, etwa 1916 durch die Darstellung von Rüstungsarbeiterinnen in dem Gemälde Hinter der Front. Neben spätimpressionistisch angelegten Industrielandschaften, darunter eine Germania-Werft von der Kieler Seite gesehen, schuf er zahlreiche Darstellungen industrieller Interieurs mit effektvoller Beleuchtung.